# Oude-Molen (Ridderkerk)
Oude-Molen  is een buurtschap in de gemeente Ridderkerk in de Nederlandse provincie Zuid-Holland. Het ligt in de Crezéepolder ten noorden van Oostendam.
Bolnes · Oostendam · Oude-Molen · Ridderkerk · Rijsoord · Slikkerveer · Strevelshoek · Wevershoek · Zwaantje · Zwet

Zuid-Holland: Steden en dorpen    Nederland: Provincies · Gemeenten